# Дардан (репер)
Дардан Мушкољај (енгл. Dardan Mushkolaj; Штутгарт, 2. октобар 1977) немачки је репер албанског порекла.

## Биографија
Рођен је 2. октобра 1997. године у Штутгарту. Потиче из етничке албанске породице из Дечана. Истакао се 2017. када је објавио сингл Telefon. У вези је с немачком реперком и певачицом Хавом.

## Дискографија
Студијски албум
- (2017)
- (2019)
- (2020)
- (2021)
- (2022)